# Keyvius Sampson
Keyvius Sampson (né le 6 janvier 1991 à Gainesville, en Floride, États-Unis) est un lanceur droitier des Reds de Cincinnati de la Ligue majeure de baseball.

## Carrière
Keyvius Sampson est repêché par les Padres de San Diego  au 4e tour de sélection en 2009. Il joue en ligues mineures de 2009 à 2014 avec des clubs affiliés aux Padres.
Réclamé au ballottage par les Reds de Cincinnati le 8 janvier 2015, Sampson fait ses débuts dans le baseball majeur comme lanceur partant de cette équipe le 30 juillet 2015 face aux Pirates de Pittsburgh.